# Ralph Macchio
Ralph George Macchio Jr. (* 4. listopadu 1961 Huntington, New York) je americký filmový a televizní herec. Jeho nejznámější rolí je Daniel LaRusso ve všech čtyřech dílech filmové série Karate Kid (tedy Karate Kid (1984), Karate Kid 2 (1986), Karate Kid 3 (1989) a připravovaný Karate Kid: Legendy (2025)) a v televizním seriálu Cobra Kai (2018–2025). Mezi jeho další nejznámější role patří Johnny Cade ve Ztracencích (1983), Jeremy Andretti v televizním seriálu Eight Is Enough (1980–1981), William Gambini ve filmu Můj bratranec Vinny (1992), Eugene Martone v Křižovatkách (1986) a Archie Rodriguez v televizním seriálu Ošklivka Betty (2008–2009). Známá je také jeho role strážníka Haddixe v televizním seriálu The Deuce: Špína Manhattanu (2017–2019).
V roce 2024 získal hvězdu na Hollywoodském chodníku slávy. V její blízkosti se nachází hvězda Macchiova karatekidovského hereckého kolegy Pata Mority.

## Raný život
Narodil se 4. listopadu 1961 v newyorském Huntingtonu jako syn Rosalie (rozené DeSantis) a Ralpha George Macchia Sr., majitele několika prádelen a společnosti na likvidaci odpadních vod. Má mladšího bratra Stevena. Matka je italského původu a otec italsko-řeckého původu. V roce 1979 Macchio absolvoval Half Hollow Hills High School West v Dix Hills.
Již ve svých 3 letech začal chodit na lekce stepu a v 16 letech byl objeven talentovým agentem. Během základní školy se také trochu věnoval bojovým uměním (naučil se základy karate a džiu-džitsu).

## Kariéra

### První role
Jeho filmovým debutem se stalo ztvárnění Chooche Bambalaziho v komedii Podporujte akademii z roku 1980. Televizním pak ztvárnění Jeremyho Andrettiho v seriálu Eight Is Enough téhož roku. Roku 1983 byl obsazen do role Johnnyho Cadea ve filmu Ztracenci.

### Karate Kid
Jeho výkon v tomto filmu mu pomohl získat roli Daniela LaRussa v blockbusteru Karate Kid z roku 1984. Macchio si tuto roli zopakoval i ve dvou následujících pokračováních – Karate Kid 2 (1986) a Karate Kid 3 (1989), a později i ve čtvrtém filmu, Karate Kid: Legendy (2025). V prvním filmu Macchio ztvárnil „středoškolského slabocha přeměněného na tyrana“, který se učí karate od svého přítele a mentora, pana Mijagiho (hraného Patem Moritou). Tato role jej učinila „stratosféricky slavným“.

### Pozdější role
Roku 1986 se objevil ve filmu Křižovatky, ztvárnil studenta hudby Eugenea Martonea. Téhož roku Macchio hrál v divadelní hře Cuba and His Teddy Bear na Broadwayi po boku Roberta De Nira. V roce 1992 hrál Macchio vedle Joea Pesciho a Marisy Tomei v komedii Můj bratranec Vinny, v níž hrál Billyho Gambiniho, který byl neprávem obviněn z vraždy, když projížděl malým městem v Alabamě. Roku 1996 Macchio ztvárnil hlavní roli J. Pierreponta Finche v americké obnovené verzi muzikálu How to Succeed in Business Without Really Trying z roku 1962, původně oceněném cenou Tony, a získal pozitivní ohlasy. Odkazem ke svému výkonu jakožto sboristy ve středoškolské inscenaci tohoto muzikálu, Macchio řekl: „Byl jsem znám jako „Tančící dítě“. Ne že bych byl tak skvělý, ale protože jsem tančil již od svých tří let, odkdy jsem chodil na lekce na June Claire School of Dance v Babylonu na Long Islandu.“
Roku 2005 si Macchio zahrál sám sebe v seriálu HBO Vincentův svět. Počínaje říjnem 2008 se Macchio objevil v několika dílech televizního seriálu ABC Ošklivka Betty jako Archie Rodriguez. V listopadu 2008 se Macchio umístil na 80. místě v žebříčku 100 největších náctiletých hvězd stanice VH1.
Roku 2010 hrál dospělého Carla Morelliho v inscenovaném čtení hry Charlese Messiny A Room of My Own uvedeném divadelní společností Bleecker Street Theater Company. V únoru 2011 bylo oznámeno, že Macchio bude jedním ze soutěžících v pořadu Dancing with the Stars. Vypadl v semifinále, avšak celkově se umístil na 4. místě. Účinkoval ve videoklipech k písním „Had Enough“ a „I Think Bad Thoughts“ kanadské skupiny Danko Jones.
V dubnu 2012 byl obsazen do životopisného filmu Hitchcock o Alfredu Hitchcockovi založeném na non-fiction knize Alfred Hitchcock and the Making of Psycho. Ztvárnil zde scenáristu Psycha Josepha Stefana.

### PoKarate KidoviaCobra Kai
V roce 2013 se Macchio objevil v seriálu Jak jsem poznal vaši matku. Jedna z hlavních postav tohoto seriálu, Barney Stinson (hraný Neilem Patrickem Harrisem), v tomto dílu tvrdí, že Macchiova postava Daniela LaRussa v Karate Kidovi není opravdovým karate kidem, nýbrž, že opravdovým karate kidem je Johnny Lawrence (hraný Williamem Zabkou), kterýž je ve filmu Danielovým úhlavním nepřítelem.
Dne 4. srpna 2017 bylo oznámeno, že si Macchio znovu zopakuje svou karatekidovskou roli Daniela LaRussa v seriálu Cobra Kai vysílaném od roku 2018. Macchio je rovněž také společně s Williamem Zabkou spoluvýkonným producentem tohoto seriálu. Děj seriálu začíná 33 let po událostech prvního filmu tím, že znovu zkoumá, tentokrát však z Johnnyho pohledu, příběh „Miyagi-Verse“, počínaje jeho rozhodnutím znovu otevřít Cobra Kai karate dódžó a znovu rozdmýchat jeho staré soupeření s Danielem, který se snaží udržet rovnováhu ve svém životě bez vedení svého nyní již zesnulého mentora pana Mijagiho.
Roku 2022 Macchio vydal své paměti nazvané Waxing On: The Karate Kid and Me, ve kterých se zamýšlí nad odkazem Karate Kida a Cobry Kai.

## Osobní život
Když mu bylo 15 let, seznámila ho jeho babička s jeho budoucí ženou Phyllis Fierro. Vzali se 5. dubna 1987 a mají spolu dvě děti – dceru Julii (* 1992) a syna Daniela (* 1996), pojmenovaného po Macchiově karatekidovské postavě Daniela LaRussa. Julia si dokonce ve 4. a 5. řadě Cobry Kai zahrála sestřenici postavy jejího otce pojmenovanou Vanessa LaRusso.
Je fanouškem hokejového týmu New York Islanders.

## Filmografie

### Film
| Rok  | Název                                   | Role                | Poznámky               |
| ---- | --------------------------------------- | ------------------- | ---------------------- |
| 1980 | Podporujte akademii                     | Chooch Bambalazi    |                        |
| 1982 | High Powder                             | Eddie               | TV film                |
| 1982 | Dangerous Company                       | Denny Brody         | TV film                |
| 1983 | Ztracenci                               | Johnny Cade         |                        |
| 1984 | Karate Kid                              | Daniel LaRusso      |                        |
| 1984 | Učitelé                                 | Eddie Pilikian      |                        |
| 1984 | Tři přání Billyho Griera                | Billy Grier         | TV film                |
| 1986 | Křižovatky                              | Eugene Martone      |                        |
| 1986 | Karate Kid 2                            | Daniel LaRusso      |                        |
| 1988 | Ozvěny války                            | Jack Lambert        |                        |
| 1989 | Karate Kid 3                            | Daniel LaRusso      |                        |
| 1990 | To je ale teplo!                        | Frank Jr.           |                        |
| 1992 | Garwood: válečný zajatec                | Robert Garwood      | TV film                |
| 1992 | Můj bratranec Vinny                     | Bill Gambini        |                        |
| 1993 | Nahý v New Yorku                        | Chris               |                        |
| 1998 | Tajemství N.I.M.H. 2                    | Timmy Brisby (hlas) | dabing                 |
| 1999 | To ani nemůže být nebe                  | Hubbie Darling      |                        |
| 2003 | Noc dobrá pro smrt                      | Donnie              |                        |
| 2006 | Pivní liga                              | Maz                 |                        |
| 2009 | Rosencrantz a Guildenstern jsou nemrtvi | Bobby Bianchi       |                        |
| 2012 | Hitchcock                               | Joseph Stefano      |                        |
| 2012 | Holiday Spin                            | Ruben               | TV film                |
| 2013 | He's Way More Famous Than You           | sám sebe            |                        |
| 2014 | Malé vítězství                          | Tom                 |                        |
| 2017 | Lost Cat Corona                         | Dominic             |                        |
| 2017 | Psych: The Movie                        | Nick Conforth       | TV film                |
| 2025 | Karate Kid: Legendy                     | Daniel LaRusso      | také výkonný producent |

### Televize
| Rok       | Název                            | Role                                           | Poznámky                                                                |
| --------- | -------------------------------- | ---------------------------------------------- | ----------------------------------------------------------------------- |
| 1980–1981 | Eight Is Enough                  | Jeremy Andretti                                | 19 dílů                                                                 |
| 1982      | CBS Afternoon Playhouse          | Tony Barnett                                   | díl: „Journey to Survival“                                              |
| 1999      | Krajní meze                      | dr. Neal Eberhardt                             | díl: „Druhá strana“                                                     |
| 2000      | Chicken Soup for the Soul        | Max                                            | díl: „Letters to Suzie“                                                 |
| 2000      | Twice in a Lifetime              | strážník Dan Payello/Phillip Barbosa           | díl: „My Blue Heaven“                                                   |
| 2005      | Vincentův svět                   | sám sebe                                       | díl: „Vila“                                                             |
| 2007      | Head Case                        | sám sebe                                       | díl: „Ralph Macchio and Liz Phair“                                      |
| 2008–2009 | Ošklivka Betty                   | Archie Rodriguez                               | 11 dílů                                                                 |
| 2010      | Zákon a pořádek: Zločinné úmysly | Louis Marciano                                 | díl: „Špatná společnost“                                                |
| 2010      | Agentura Jasno                   | Nick Conforth                                  | díl: „Rádi bychom poděkovali policejní akademii“                        |
| 2011      | The Whole Truth                  | Frankie Berlito                                | díl: „Lost in Translation“                                              |
| 2011      | Dancing with the Stars           | sám sebe (soutěžící)                           | 17 dílů, skončil na 4. místě                                            |
| 2012      | Manžel k pohledání               | Frankie                                        | 2 díly                                                                  |
| 2013      | Robot Chicken                    | Daniel LaRusso, plukovník Steven Shay, Janitor | hlas, díl: „Caffeine-Induced Aneurysm“                                  |
| 2013      | Jak jsem poznal vaši matku       | sám sebe                                       | díl: „Rozlučka se svobodou“                                             |
| 2014      | Agentura Jasno                   | Logan Phelps                                   | díl: „Remake A.K.A. Cloudy… With a Chance of Improvement“               |
| 2016      | Comedy Central Roast of Rob Lowe | sám sebe                                       | TV speciál                                                              |
| 2017–2019 | The Deuce: Špína Manhattanu      | strážník Haddix                                | 17 dílů                                                                 |
| 2017      | Whose Line Is It Anyway?         | sám sebe                                       | speciální host, 1 díl                                                   |
| 2018      | Kevin si počká                   | Alviti                                         | 2 díly                                                                  |
| 2018      | Conan                            | sám sebe                                       | díl: „Conan Without Borders: Japan“                                     |
| 2018–2025 | Cobra Kai                        | Daniel LaRusso                                 | pokračování filmové série Karate Kid, 65 dílů, také režisér dílu „Spáč“ |

## Ocenění
- 1990 – Zlatá malina v kategorii Nejhorší herec (nominace)